# Лиан
Лиан — село в Солнечном районе Хабаровского края. Входит в состав Хурмулинского сельского поселения.
В ЗАТО Лиан-2 находился передающий центр советской загоризонтной радиолокационной станции Дуга, снятой с боевого дежурства 14 ноября 1989 года.

## Население
| 2002 | 2010 | 2011 | 2012 | 2021 |
| ---- | ---- | ---- | ---- | ---- |
| 808  | ↘603 | ↘602 | ↘570 | ↘2   |